# Pink Triangle
Pink Triangle és una cançó del grup estatunidenc Weezer que va llançar com a tercer senzill de l'àlbum Pinkerton.

## Informació
La cançó descriu un home amb sexualitat ambigua que s'enamora d'una dona imaginant que podria casar-se amb ella, però descobreix que l'objecte de la seva atracció és lesbiana, i possiblement ella pensa que ell és gai. Rivers Cuomo va escriure aquesta cançó en basar-se en una experiència pròpia quan estudiava a la Universitat Harvard. "Pink Triangle" (en català, triangle rosa) és un símbol de la comunitat LGBT.
El senzill no va entrar a cap llista de senzills i davant el fracàs comercial, la banda va declinar fer un videoclip. Aquest senzill és el que ha tingut menys èxit en tota la història del grup.

## Llista de cançons
Promo CD ràdio
1. "Pink Triangle" (Remix) - 4:02
2. "Pink Triangle" (Directe acústic) - 4:18

## Personal
- Rivers Cuomo – cantant, guitarra solista
- Patrick Wilson – percussió
- Brian Bell – guitarra rítmica
- Matt Sharp – baix
- Scott Riebling – baix (només versió Remix)